# هولاهوپ

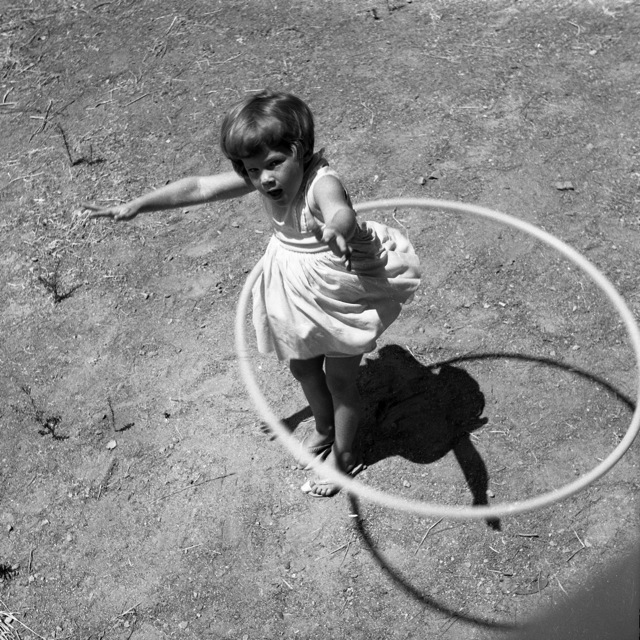

هولاهوپ (به انگلیسی: Hula hoop) حلقه هولا یک حلقه اسباب بازی است که در اطراف کمر، اندام یا گردن چرخانده می‌شود. حلقه مدرن hula در سال ۱۹۵۸ توسط Arthur K. "Spud" Melin و Richard Knerr اختراع شد، اما کودکان و بزرگسالان در سراسر جهان با حلقه‌های گوناگون در طول تاریخ بازی کرده‌اند. حلقه‌های هولا برای کودکان به‌طور کلی حدود ۷۱ سانتیمتر (۲۸ اینچ) قطر و برای بزرگسالان در حدود ۱٫۰۲ متر (۴۰ اینچ) قطر دارد. مواد سنتی برای ساخت حلقه‌ها بید، چوب خیزران (انگور انعطاف‌پذیر و قوی)، انگور و گیاهان سخت می‌باشد. امروزه آن‌ها معمولاً از لوله‌های پلاستیکی ساخته می‌شوند.